# Бусько, Андрей Васильевич
Андрей Васильевич Бусько (укр. Андрій Васильович Бусько; род. 20 мая 1997, Чернево, Львовская область) — украинский футболист, защитник клуба «Буковина».

## Игровая карьера
Воспитанник львовских «Карпат», за которых в чемпионате Украины ДЮФЛ провел 77 матчей (7 голов). С сезона 2014/15 начал выступать за «зелено-белых» в юношеско-молодежных соревнованиях под эгидой УПЛ, где к завершению 2019 года сыграл 91 матч (13 голов).
За первую команду «Карпат» дебютировал в сезоне 2017/18 в выездном матче 3-го тура против киевского «Динамо». Летом 2018 стал игроком винниковского клуба «Рух», куда перешел на правах аренды. В перволиговой команде Андрей выступал до конца года, после чего вернулся в состав «зеленых львов». Всего за основную команду «Карпат» на протяжении 2017—2019 годов провел 12 официальных поединков, а в составе «Руху» — 13 матчей (1 гол) во всех турнирах.
В январе 2020 года Бусько перебрался в еще один львовский клуб — ФК «Львов», цвета которого защищал в течение трех сезонов. Всего в составе «сине-золотых» провел 31 матч в Премьер-лиге Украины, 2 поединка (1 гол) в кубке Украины и 5 матчей в молодежном чемпионате. Перед стартом сезона 2023/24 Андрей стал игроком харьковского «Металлиста», за который в состоявшемся сезоне Первой лиги и в кубке сыграл 25 поединков, записав в свой актив две результативные передачи.
В июле 2024 года подписал контракт с перволиговым футбольным клубом «Буковина».

### В сборной
В 2017 году в составе студенческой сборной Украины по футболу был участником Летней всемирной универсиады.

## Достижения
- Полуфиналист Кубка Украины: 2024/25